# Sperm
Sperm ist das zweite Studioalbum der deutschen Rockband Oomph!.

## Editionen

### Limited Edition Black Cover
Neben der normalen und der wiederverwerteten Fassung existiert noch eine limitierte „Black-Cover“-Edition, die sich jedoch lediglich vom Äußeren her von den anderen Versionen unterscheidet: Die CD-Hülle besteht aus nicht durchsichtigem schwarzen Kunststoff mit weißer Aufdruckprägung. Statt des hautfarbenen Booklets sind der Hintergrund schwarz und die abgedruckten Spermien rot.

### Neuveröffentlichung
2004 erschien Sperm, im Zuge des Augen-auf!-Erfolges, erneut und wurde, im Unterschied zu der ursprünglichen Version, um fünf Remixes (Sex (Angelgrinder Mix), Feiert das Kreuz (Pope Mix), Suck-Taste-Spit (Milk Mix), Das ist Freiheit (Jailhouse Mix), U-Said (Alzheimer Mix)) erweitert.

## Wissenswertes
Sperm gilt als das Album, das die Ära der Neuen Deutschen Härte einleitete, weil es als Veröffentlichung einer deutschen Band erstmals bewusst auf Elektronik- und Rock/Metal-Klänge setzte. Um dieser Innovation Ausdruck zu verleihen, wurde das Sublabel Dynamica gegründet, dessen Vorreiter Oomph! waren.
Der in der Neuauflage des Albums erschienene Pressetext hierzu:

„Der neu kreierte Sound war dermassen eigenständig und unorthodox, dass Machinery sich kurzerhand entschloss, aufgrund dieser Entwicklung ein neues Sublabel namens Dynamica zu gründen, welches zukünftig neben uns als Quasi-Inspiratoren oder Urväter dieses Labels noch etliche Industrial-Bands unter Vertrag nehmen sollte.“

## Skandal
In dem Video zur Single „Sex“ zeigte die Band ein über 80-jähriges Paar beim Geschlechtsverkehr, was zur ersten umstrittenen Aktion führte.

## Titelliste
1. Suck-Taste-Spit – 4:41
2. Sex – 3:06
3. War – 4:14
4. Dickhead – 3:43
5. Schisma – 1:05
6. Feiert das Kreuz – 4:55
7. Love – 4:23
8. Das ist Freiheit – 5:38
9. Kismet – 2:47
10. Breathtaker – 4:54
11. Ich bin der Weg – 5:04
12. U-Said (live) – 4:23

## Singleauskopplungen
- Breathtaker (9. November 1993)
- Sex (1994)
- 3+1 (1994)

## B-Sides
- Fleisch (auf „3+1“-Single)